# Панюта Аліна Андріївна
Аліна Панюта (19 жовтня 1998, Горішні Плавні) — супермодель, переможниця Супермодель по-українськи 2 сезон.

## Біографія
Аліна Панюта народилася 19 жовтня 1998 року в місці Донецьк. Аліна з п'яти років займалася народними танцями, любить спорт і веде активний спосіб життя. До участі в шоу кілька років працювала моделлю: знімалася для журналів і lookbook, брала участь в Ukrainian Fashion Week та Donetsk Fashion Days.